# 阿木乡
阿木乡（藏語：ཨ་མོས་ཡུལ་ཚོ，藏语拼音：Amü Yüco），是中华人民共和国四川省阿坝藏族羌族自治州红原县下辖的一个乡镇级行政单位。

## 行政区划
阿木乡下辖以下地区：
阿木一村和阿木二村。